# Sulawesikoningsspreeuw
De sulawesikoningsspreeuw (Basilornis celebensis) is een vogelsoort uit de familie Sturnidae.

## Verspreiding en leefgebied
Deze soort is endemisch op Sulawesi, een eiland in Indonesië.